# 병용 약물
병용 약물(倂用藥物, 영어: concomitant drug)은 동시에 사용하거나 거의 동시에(하나씩 차례로, 또는 같은 날에 투여 등) 사용하는 두 개 이상의 약물이다. 이 용어는 의학에서 사용되는 것과 약물 남용에서 사용되는 것의 두 가지 맥락적 용도를 가지고 있다.